# Америко Гаљего
Америко Рубен „Ел Толо” Гаљего (шп. Américo Rubén „El Tolo” Gallego; рођен 25. априла 1955) је аргентински фудбалски тренер и бивши играч.
Као везни играч, играо је 73 пута за репрезентацију Аргентине током играчке каријере.
На Светском првенству 1978. године био је члан репрезентације Аргентине која је у финалу победила Холандију, резултатом 3:1 у продужетку.